# Michèle Rivasi

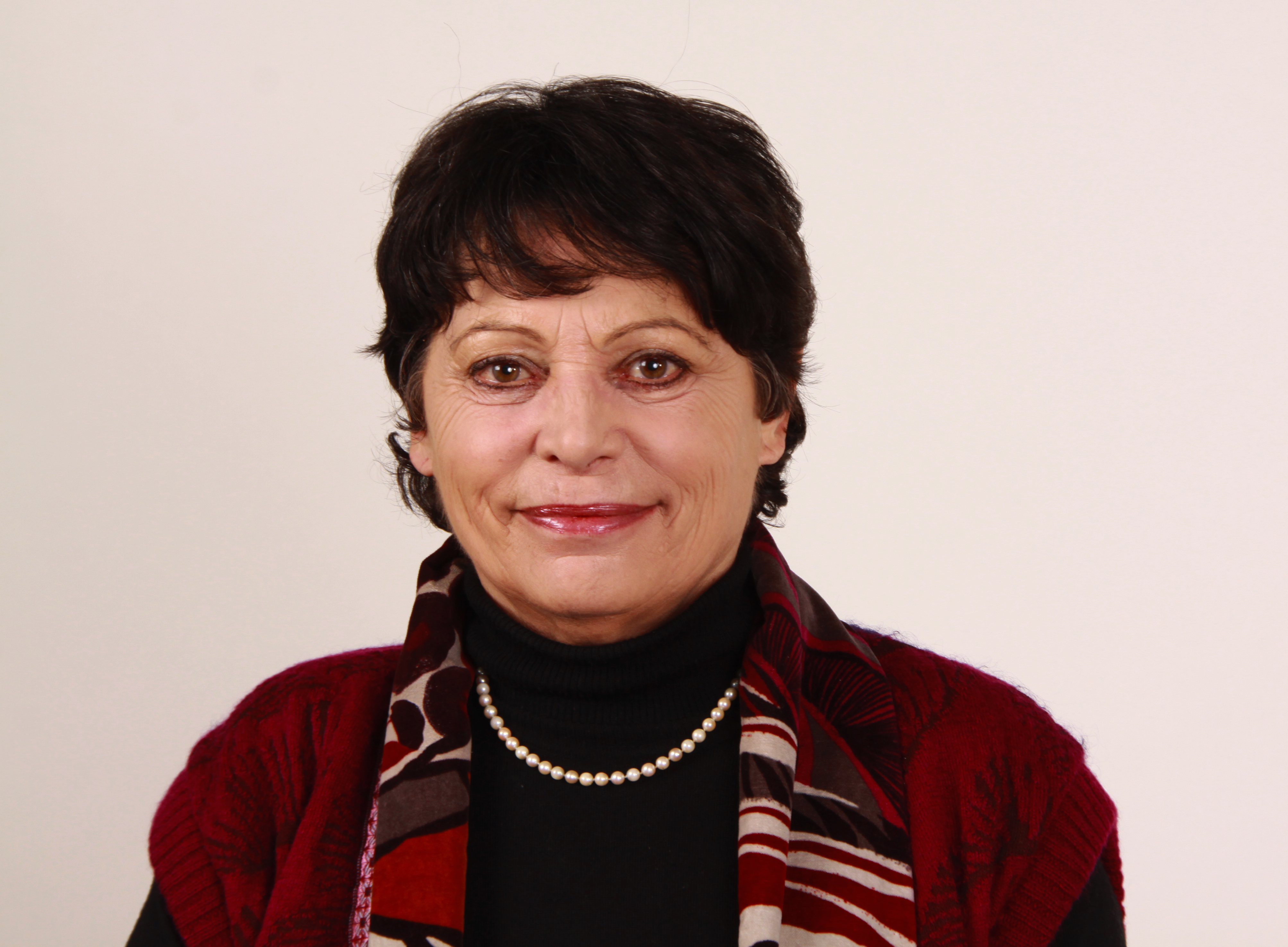
Michèle Rivasi (2014)

Michèle Rivasi (* 9. Februar 1953 in Montélimar, Département Drôme; † 29. November 2023) war eine französische Politikerin (Europe Écologie-Les Verts, EELV). Rivasi war ab 2009 Mitglied des Europäischen Parlamentes, sie wurde 2014 und 2019 wiedergewählt und war Mitglied der Fraktion Die Grünen/EFA.

## Leben
Rivasi studierte Biologie auf Lehramt an der École normale supérieure de Lyon. Nach ihrem Studium war sie als Lehrerin an der École normale supérieure Lettres et sciences humaines tätig. 1986 gründete sie nach der Nuklearkatastrophe von Tschernobyl die Commission de recherche et d’information indépendantes sur la radioactivité.
Von 1997 bis 2002 war sie Mitglied der französischen Nationalversammlung. Von September 2003 bis November 2004 war sie die Direktorin von Greenpeace in Frankreich. Ab Juli 2009 war Rivasi Abgeordnete im Europäischen Parlament. Sie wurde bei der Europawahl 2014 wiedergewählt.
2019 nominierte ihre Partei sie erneut für die Wahlliste der Europawahl 2019: Sie erhielt Platz 2 auf der gemeinsamen Liste von Europe Écologie-Les Verts (EELV), Alliance écologiste indépendante (AEI) sowie Régions et peuples solidaires. Die gemeinsame Liste gewann 13,43 Prozent und damit 13 der 79 französischen Mandate, darunter auch Rivasi. Sie trat erneut der Fraktion der Grünen/EFA bei. Für ihre Fraktion war sie in der neunten Legislaturperiode Mitglied im Entwicklungsausschuss und Haushaltskontrollausschuss. Des Weiteren war sie stellvertretendes Mitglied im Ausschuss für Umweltfragen, öffentliche Gesundheit und Lebensmittelsicherheit.
Gemäß eigenen Angaben beschrieb sie sich als „Impfskeptikerin“ und als starke Verfechterin der Alternativmedizin und Homöopathie. Rivasi setzte sich für die Veröffentlichung des SMS-Austausches zwischen der Kommissionspräsidentin Ursula von der Leyen und dem CEO von Pfizer ein.
Michèle Rivasi verstarb an den Folgen eines Herzinfarkts. Für sie rückte François Thiollet ins Europaparlament nach.